# Mamantouensa
Le chef Mamantouensa, aussi connu comme Mamenthoüensa ou Francois-Xavier Rouensa, était un chef amérindien du XVIIIe siècle. Il était chef des Illinois et de la tribu des Kaskaskias. Il a visité Paris et a participé aux guerres des Chicachas.

## Paris
La première mention du chef Mamantouensa date de 1725, sa visite à Paris a été relatée dans l'édition de décembre 1725 du Mercure de France. La Compagnie du Mississippi avait été chargée de le faire venir en France avec cinq autres chefs.
Les chefs ont rencontré le roi Louis XV le 22 novembre. Le Mercure de France indique que Mamantouensa a fait un discours au jeune roi français promettant la fidélité à la couronne. Le jour suivant, le roi a emmené les chefs pour une chasse au lapin.
C'était pendant que les chefs étaient à Paris que Jean-Philippe Rameau a assisté à une performance donnée par eux au Théâtre italien. À cette occasion, ils ont dansé trois sortes de danse : la Paix, la Guerre et les danses de la Victoire. Cela a inspiré Rameau qui a écrit un morceau pour clavecin intitulé Les Sauvages, qui a été plus tard publié dans les Nouvelles suites de pièces de clavecin.

## Sources
- Le Mercure de France, septembre – novembre 1725
- Le Journal du Père Jacques Marquette, Les voyages et les Explorations des Missionnaires Jésuites en Amérique du Nord révisée par Ruben Gold Thwaites